# 8943 Stefanozavka
8943 Stefanozavka è un asteroide della fascia principale. Scoperto nel 1997, presenta un'orbita caratterizzata da un semiasse maggiore pari a 2,7933915 UA e da un'eccentricità di 0,1905167, inclinata di 7,96639° rispetto all'eclittica.
L'asteroide era stato inizialmente battezzato 8943 Stefanozafka per poi essere corretto nella denominazione attuale.

## Curiosità
L'asteroide è dedicato all'italiano Stefano Zavka, guida alpina, morto nel 2007 durante la discesa della seconda scalata del K2.